# جی‌دی پاور
جی‌دی پاور (به چینی: 国电电力发展股份) شرکت برق چینی است، که در زمینه تولید برق و ارائه خدمات مدیریت نیروگاه فعالیت می‌کند. 
شرکت جی‌دی پاور در سال ۱۹۹۲ تأسیس شد. دفتر مرکزی این شرکت در شهر پکن قرار دارد و بخشی از سهام آن در بازار بورس شانگهای معامله می‌شود.